# Róbert Szikszai
Róbert Szikszai (ur. 30 września 1994) – węgierski lekkoatleta specjalizujący się w rzucie dyskiem.
W roku 2013 zdobył w Rieti złoty medal mistrzostw Europy juniorów. Brązowy medalista młodzieżowych mistrzostw Europy w Tallinnie (2015). Uczestnik mistrzostw Europy w Amsterdamie (2016), w których odpadł w eliminacjach.
Medalista mistrzostw Węgier oraz reprezentant kraju w pucharze Europy w rzutach.
Rekord życiowy: 66,93 (9 października 2021, Szentes).

## Osiągnięcia
| Rok  | Impreza                                  | Miejsce               | Pozycja              | Wynik |
| ---- | ---------------------------------------- | --------------------- | -------------------- | ----- |
| 2012 | Mistrzostwa świata juniorów              | Barcelona             | el. – 13. miejsce    | 56,51 |
| 2013 | Zimowy puchar Europy w rzutach           | Castellón de la Plana | 9. miejsce           | 55,47 |
| 2013 | Mistrzostwa Europy juniorów              | Rieti                 | 1. miejsce           | 64,75 |
| 2014 | Mistrzostwa Europy                       | Zurych                | el. –                | NM    |
| 2015 | Młodzieżowe mistrzostwa Europy           | Tallinn               | 3. miejsce           | 58,82 |
| 2016 | Mistrzostwa Europy                       | Amsterdam             | el. – 26. miejsce    | 58,01 |
| 2017 | Puchar Europy w rzutach                  | Las Palmas            | 1. miejsce (grupa B) | 60,49 |
| 2017 | Uniwersjada                              | Tajpej                | 3. miejsce           | 60,91 |
| 2018 | Puchar Europy w rzutach                  | Leiria                | 3. miejsce (grupa B) | 58,69 |
| 2018 | Mistrzostwa Europy                       | Berlin                | el. – 15. miejsce    | 61,82 |
| 2019 | Uniwersjada                              | Neapol                | 5. miejsce           | 61,51 |
| 2021 | Puchar Europy w rzutach                  | Split                 | 7. miejsce           | 61,78 |
| 2022 | Puchar Europy w rzutach                  | Leiria                | 8. miejsce           | 59,20 |
| 2022 | Mistrzostwa Europy                       | Monachium             | el. – 13. miejsce    | 61,32 |
| 2023 | II dywizja drużynowych mistrzostw Europy | Chorzów               | 7. miejsce           | 59,80 |
| 2023 | Mistrzostwa świata                       | Budapeszt             | el. – 30. miejsce    | 60,64 |
| 2024 | Mistrzostwa Europy                       | Rzym                  | el. – 28. miejsce    | 58,58 |
| 2025 | Puchar Europy w rzutach                  | Nikozja               | 3. miejsce (grupa B) | 58,95 |